# Hokej na lodzie na Zimowej Uniwersjadzie 2023
Mecze turnieju hokeja na lodzie na Zimowej Uniwersjadzie 2023 odbywać się będą przez cały czas trwania imprezy (mecze kobiet rozgrywano w dniach 11-21 stycznia, a mężczyzn 11-22 stycznia). Mecz finałowy turnieju mężczyzn będzie jednocześnie ostatnim sportowym wydarzeniem przed ceremonią zamknięcia. Spotkania będą rozgrywane w czterech halach: Cheel Arena At Clarkson i Maxcy Hall At SUNY Potsdam w Potsdamie, Olympic Center w Lake Placid, oraz Roos House At SUNY Canton w Cantonie. W męskiej rywalizacji weźmie udział 12 reprezentacji, a w kobiecej – 6.

## Zestawienie medalistów
| Konkurencja      | Mistrz Uniwersjady 2019 |        |                   |            |
| Turniej kobiet   | Rosja                   | Kanada | Japonia           | Czechy     |
| Turniej mężczyzn | Rosja                   | Kanada | Stany Zjednoczone | Kazachstan |